# Linyphia nicobarensis
Linyphia nicobarensis är en spindelart som beskrevs av Benoy Krishna Tikader 1977. Linyphia nicobarensis ingår i släktet Linyphia och familjen täckvävarspindlar.
Artens utbredningsområde är Nicobarerna. Inga underarter finns listade i Catalogue of Life.